# Municipio de Salem (condado de Luzerne)
El municipio de Salem  (en inglés, Salem Township) es un municipio del condado de Luzerne, Pensilvania, Estados Unidos. Tiene una población estimada, a mediados de 2021, de 4023 habitantes.

## Geografía
Está ubicado en las coordenadas 41°6′22″N 76°11′1″O / 41.10611, -76.18361 (41.105979, -76.183579).

## Demografía
Según la Oficina del Censo en 2000 los ingresos medios de los hogares eran de $38,429 y los ingresos medios de las familias eran de $42,803. Los hombres tenían ingresos medios por $29,712 frente a los $25,450 que percibían las mujeres. Los ingresos per cápita eran de $18,114. Alrededor del 6.9% de la población estaba por debajo del umbral de pobreza.
De acuerdo con la estimación 2017-2021 de la Oficina del Censo, los ingresos medios de los hogares son de $69,915 y los ingresos medios de las familias son de $81,458. Alrededor del 3.9% de la población está por debajo del umbral de pobreza.